# فلوريدا (مضيق)

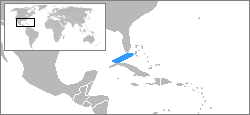
موقع مضيق فلوريدا

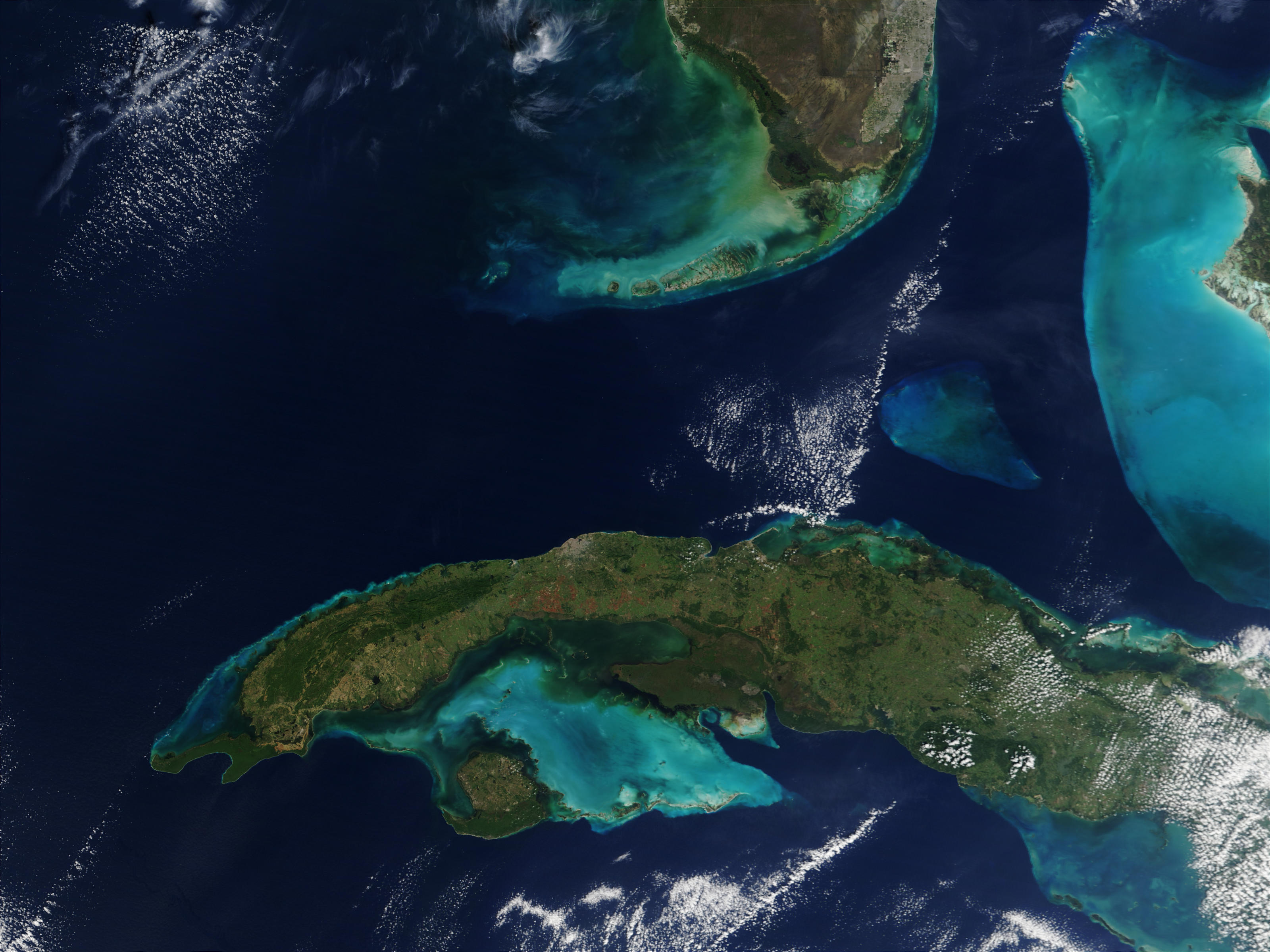
صورة فضائية لكوبا ومضيق فلوريدا

مضيق فلوريدا هو أحد المضائق الواقعة في شمال قارة أمريكا، يقع بين شبه جزيرة فلوريدا وجزيرة كوبا، ويعتبر أيضا الحد الفاصل بين خليج المكسيك والمحيط الأطلسي.
تزخر المنطقة الواقعة بالمضيق بثروات باطنية مهمة، تم الإتفاق على اقتسامها بين الولايات المتحدة الأمريكية وكوبا سنة 1977.

## العبور
تم إجراء السباحة عبر المضيق بواسطة الأسترالية سوزي ماروني (عَن طريق قفص حماية من أسماك القرش) في عام 1997 والأمريكية ديانا نياد (بدون قفص حماية من أسماك القرش) في عام 2013. وقد استغرق الأخير، في سن 64 عامًا، حوالي 52 ساعة و 54 دقيقة لقطع مسافة 106 ميل (170 كم) بين هافانا وكي ويست.